# GR 14
Der GR 14 – Senda del Duero (manchmal auch als Ruta del Duero bezeichnet) ist ein spanischer und portugiesischer Fernwanderweg. Er führt über etwa 900 km von der Quelle des Duero bis zu seiner Mündung in den Atlantik. 
Die Strecke ist oft schlecht bis gar nicht markiert. Seit Juni 2011 wird durch die Landesregierung von Castilla y Leon eine Neubeschilderung der Strecke durchgeführt. In der Provinz Burgos (Abschnitt Langa de Duero – Pesquera) ist diese weitgehend abgeschlossen.

## Verlauf
Der GR 14 beginnt an der Quelle des Duero in den Picos de Urbión bei der Gemeinde Duruelo de la Sierra der spanischen Provinz Soria. Der Weg durchquert Kastilien und Portugal von Osten nach Westen. Dabei berührt er die kastilischen Städte Soria, Aranda de Duero, Tordesillas, Toro und Zamora, schließlich endet der Senda del Duero bei Porto an der Mündung des Douro. Dabei durchquert er bei Aranda de Duero das bekannte Weinbaugebiet Ribera del Duero.